# Фаттахова Василя Разифівна
Василя Разифовна Фаттахова (тат. Вәсилә Разиф кызы Фәттахова, 31 грудня 1979, Бєлорєцьк — 26 січня 2016, Уфа) — татарська співачка з Башкортостану. Заслужена артистка Республіки Татарстан (2015), Заслужена артистка Республіки Башкортостан (2015) Здобула популярність, в першу чергу у татар і башкирів, як виконавиця пісні композитора Уралу Рашитова «Туган як».

## Життєпис
Народилася 31 грудня 1979 року в Бєлорєцьку, Башкортостан. Закінчила хорове відділення Учалинського коледжу мистецтв і культури імені С. Нізаметдінова.
У 1999 році приїхала в Уфу, вступила в Уфимський державний інститут мистецтв імені З. Ісмагілова на вокальне відділення. Але вже в жовтні поїхала на гастролі з групою Айдара Галімова як виконавиця бек-вокалу.
Найбільш відома своїм хітом «Туган як» («Рідний край»), виконуваного татарською мовою, який здобув славу не тільки в Башкортостані, але і по всій Росії, притому вельми інтернаціональну. Більшу частину пісні звучать лише голос Василі і ударні, що відрізняє її від основної маси пісень татарської естради, в яких майже завжди можна почути звучання баяна. Пісня визнана кращою у номінації «Інтернаціональна пісня» на фестивалі естрадної пісні «Кришталевий соловей», а також стала лауреатом в номінації «Кращий хіт 10-річчя» щорічного міжнародного фестивалю татарської пісні «Татар җыры» у 2008 році. Брала участь у телевізійному конкурсі професійних виконавців естрадних та народних пісень башкирською мовою «Башкорт йыры» («Башкирська пісня»).
Інші відомі пісні — «Әйтелмәгән мәхәббәт» (2002, «Невисловлена любов», включає варіант башкирською мовою, заспіваний в дуеті з Айдаром Галімовим), «Ялгыз милэш» («Самотня горобина»), «Этием» («Батько»), «Алмагач чэчэге» («Яблуневий цвіт»), «Шахтар җыры» («Пісня шахтаря»). Щорічно співачка проводила гастрольний тур, який називався «Кожну весну».
Померла 26 січня 2016 року в Уфі внаслідок ускладнень після пологів другої дитини (дочки). Похована на «Алеї слави» Південному цвинтарі в Уфі.

## Альбоми
- Туган як (2002)
  - Алданма
  - Җилләр
  - Җырламагыз әле шул җырны
  - Кыз бала
  - Көзге чәчәкләр
  - Сөю сере
  - Туган як
  - Умырзая
  - Шахтер җыры
  - Әйтелмәгән мәхәббәт

- Мәхәббәт кыллары (2008)
  - Бәхетебез бикле ятмасын
  - Гармун
  - Аккош зары
  - Алмагач чәчәге
  - Нечкә күңел
  - Соңлаган язмышым
  - Каеннарым
  - Әтиемә
  - Мәхәббәт кыллары
  - Керәшен татар җыры
  - Кар көримен урамда
  - Сайра, бәхет кошы
  - Туган як җилләре
  - Нечкә күңел (remix)

## Відеографія
- Мәхәббәт кыллары — відеозапис концерту однойменного альбому на DVD (2008)[16][17].